# Spilogona hardangervidensis
Spilogona hardangervidensis är en tvåvingeart som beskrevs av Lavciev 1983. Spilogona hardangervidensis ingår i släktet Spilogona och familjen husflugor.
Artens utbredningsområde är Norge. Inga underarter finns listade i Catalogue of Life.